# Окнино (Золочевский район)
Окнино (укр. Вікнине) — село, Должикский сельский совет, Золочевский район, Харьковская область, Украина.
Код КОАТУУ — 6322682502. Население по переписи 2001 года составляет 14 человек (5 мужчин и 9 женщин).

## Географическое положение
Село Окнино находится на правом берегу Рогозянского водохранилища, выше по течению на расстоянии в 2 км расположено село Должик, ниже по течению в 2-х км — село Родной Край, на противоположном берегу — село Маяк.
К селу примыкает небольшой лесной массив (дуб).

## История
- 1925 — дата основания.